# Peter Thullen
Peter Thullen (Tréveris, 27 de agosto de 1907-Lonay, 24 de junio de 1996) fue un matemático alemán-ecuatoriano conocido por sus trabajos de teoría matemática en análisis complejo y posteriormente como actuario en seguridad social.

## Carrera académica
Estudió matemática en la Universidad Wilhelms-Universität de Westfalia, donde recibió su doctorado en diciembre de 1930 con su trabajo „Zu den Abbildungen durch analytische Funktionen mehrerer komplexer Veränderliche. Die Invarianz des Mittelpunktes von Kreiskörpern“ (en castellano: "Descripción de los valores de las funciones analíticas de varias variables complejas. La invariancia del punto central de cuerpos circulares").
Fue asistente de Heinrich Behnke, con quien publicó varios ensayos y en 1934 también publicó el informe de resultados conocido en la teoría de funciones de varias variables, que en esa época fue una obra modelo.
Sin embargo, Thullen tuvo que abandonar Alemania en 1933, ya que fue perseguido por los nazis, y decidió trabajar en Roma. Fue un miembro muy activo del Movimiento de la Juventud Católica, al mismo tiempo que rechazó al nacionalsocialismo. Desde Roma, emigró en 1935 a Ecuador, donde se convirtió en profesor de la Universidad Central del Ecuador en Quito.
Fue una de las principales figuras de la fundación de la Escuela de Estudios Económico - Sociales en 1939, un instituto ajeno a la universidad que en 1942 se convirtió en la Escuela de Economía de la Facultad de Derecho y Ciencias Sociales, y después, en 1950, en la Facultad de Economía de la Universidad Central. En Ecuador, Thullen se convirtió en un matemático aplicado y se hizo cargo de la gestión del departamento actuarial del Instituto Nacional de Previsión (hoy Instituto Ecuatoriano de Seguridad Social), que restructuró la seguridad social. También aconsejó a otros países latinoamericanos acerca de la organización de su seguridad social y trabajó para el seguro estatal de Colombia y Panamá.

## Carrera internacional
En 1952 se trasladó a la Organización Internacional del Trabajo en Ginebra, donde fue Jefe Actuario en 1956 y donde en 1965, asumió la dirección del Departamento de Seguridad Social.
Después de su retiro en 1967, aconsejó, entre otros, a los gobiernos de Chipre y Luxemburgo en la reforma de sus sistemas de seguridad social y fue asesor del Banco Mundial. Como profesor de matemáticas y seguros, dictó conferencias en la Universidad de Zúrich. De 1971 a 1977 desempeño su rol como profesor a tiempo completo en el Instituto de Matemáticas de la Universidad de Friburgo (Suiza).

## Vida personal
Peter Thullen era un Wandervogel entusiasta y activo en el movimiento de la juventud católica y se opuso al ascenso del nazismo. Primero estudió en Italia con una beca y pudo observar los desarrollos en Alemania desde el extranjero. Decidió que no regresaría a Alemania mientras Hitler permaneciera en el poder.
Después del matrimonio, se mudó a Quito, Ecuador con su esposa. En el momento en que partió para Ecuador, ni siquiera sabía dónde estaba Quito. Sus cinco hijos nacieron durante su estancia en Ecuador.
Más tarde desaprobaría el régimen de posguerra de Konrad Adenauer porque sentía que conservaba algunos de los "males" del nacionalismo alemán.